# Acalypha suirebiensis
Acalypha suirebiensis é uma espécie de flor do gênero Acalypha, pertencente à família Euphorbiaceae.